# 9 (мультфільм)
«9» — повнометражний анімаційний фільм режисера Шейна Екера у жанрах наукова-фантастика та стімпанк, що було поставлено на основі його однойменного короткометражного мультфільму 2005 року, який, в свою чергу, було номіновано на Оскар. Продюсерами стрічки стали визнаний майстер гротескного та стімпанкового напряму у кінематографі Тім Бартон та російський режисер Тимур Бекмамбетов. У світовий кінопрокат мультфільм вийшов 9 вересня 2009 року.

## Творці фільму
Режисер — Шейн Екер
Продюсери
- Тім Бертон
- Тимур Бекмамбетов
- Мері Клейтон
- Дана Гінсбург
- Джинко Готох
- Джим Лемлі
- Марсі Лівайн

Сценаристи
- Шейн Екер
- Памела Петтлер
- Бен Глюк

Композитори
- Дебора Лурі

## Сюжет

Постер мультфільму

Одного разу геніальний професор вигадав штучний інтелект, що будував різноманітні пристрої. Але дуже швидко виробництво було спрямовано на бойові машини. Машини повстали проти творців і людство було знищено. Перед смертю професор, виготовив дев'ять ляльок та вклав у них свою душу.
Дев'ять Персонажів. Дев'ять Характерів. Лише дев'ять проти армії машин. Лише разом вони виживуть та розгадають таємницю свого сотворіння. Ключ криється у талісмані, за допомогою якого професор їх створив.

## У ролях
Автори намагались підібрати акторів так, щоб якості їхніх героїв чітко знаходили відображення у них самих, або у образах, створених їхніми попередніми ролями. Отже, ролі озвучили:
| Персонаж         | Актор              | ролі дублювали        |
| ---------------- | ------------------ | --------------------- |
| 1                | Крістофер Пламмер  | Анатолій Барчук       |
| 2                | Мартін Ландау      | Василь Мазур          |
| 3                | німий персонаж     | —                     |
| 4                | німий персонаж     | —                     |
| 5                | Джон Рейлі         | Олег Лепенець         |
| 6                | Кріспін Гловер     | Дмитро Завадський     |
| 7                | Дженніфер Коннеллі | Людмила Ардельян      |
| 8 / Диктор радіо | Фред Татаскьор     | Борис Георгієвський   |
| 9                | Елайджа Вуд        | Павло Скороходько     |
| Вчений           | Алан Оппенхаймер   | Володимир Нечепоренко |
| Диктатор         | Том Кейн           |                       |

## Українське закадрове озвучення

### Багатоголосе закадрове озвучення студії каналуТРК Українана замовлення телеканалуНЛО TV(2013)
Ролі озвучували: Павло Скороходько, Михайло Войчук, Андрій Альохін та Наталя Романько-Кисельова

## Цікаві факти
- Саме Тім Бартон виступив ініціатором зйомок «9».
- Довгий час вважалося, що мультфільм, як і його першооснова, не матиме діалогів.
- Зйомки мультфільму, що почались у Торонто (Канада) доволі швидко були зупинені, та розпочаті на території Люксембурга.
- За місяць до оголошеної спочатку прем'єри фільму (грудень 2008) було оголошено про перенесення релізу на 9 вересня 2009.
- В грудні 2008 компанія Focus Features випустила ексклюзивний ролик з фільму (із вступним словом Шейна Екера та Тимура Бекмамбетова) спеціально для користувачів iPhone.
- У першому рекламному ролику використовується композиція американської прог-рок групи Coheed and Cambria — Welcome Home.
- На образ індустріального європейського міста у руїнах Екера надихнули книги Жюля Верна.
- Дата прем'єри стрічки 9 вересня 2009 року (09.09.09). 9 вересня — 252-й день року 2+5+2=9.
- Події у фільмі відбуваються в альтернативній реальності. Війна з машинами відбулась, судячи з газетних вирізок, у 1939 році.